# MuseScore
MuseScore — вільний редактор нотних партитур для Linux, Mac OS X та Microsoft Windows, який поширюється на умовах GNU General Public License.

## Історія

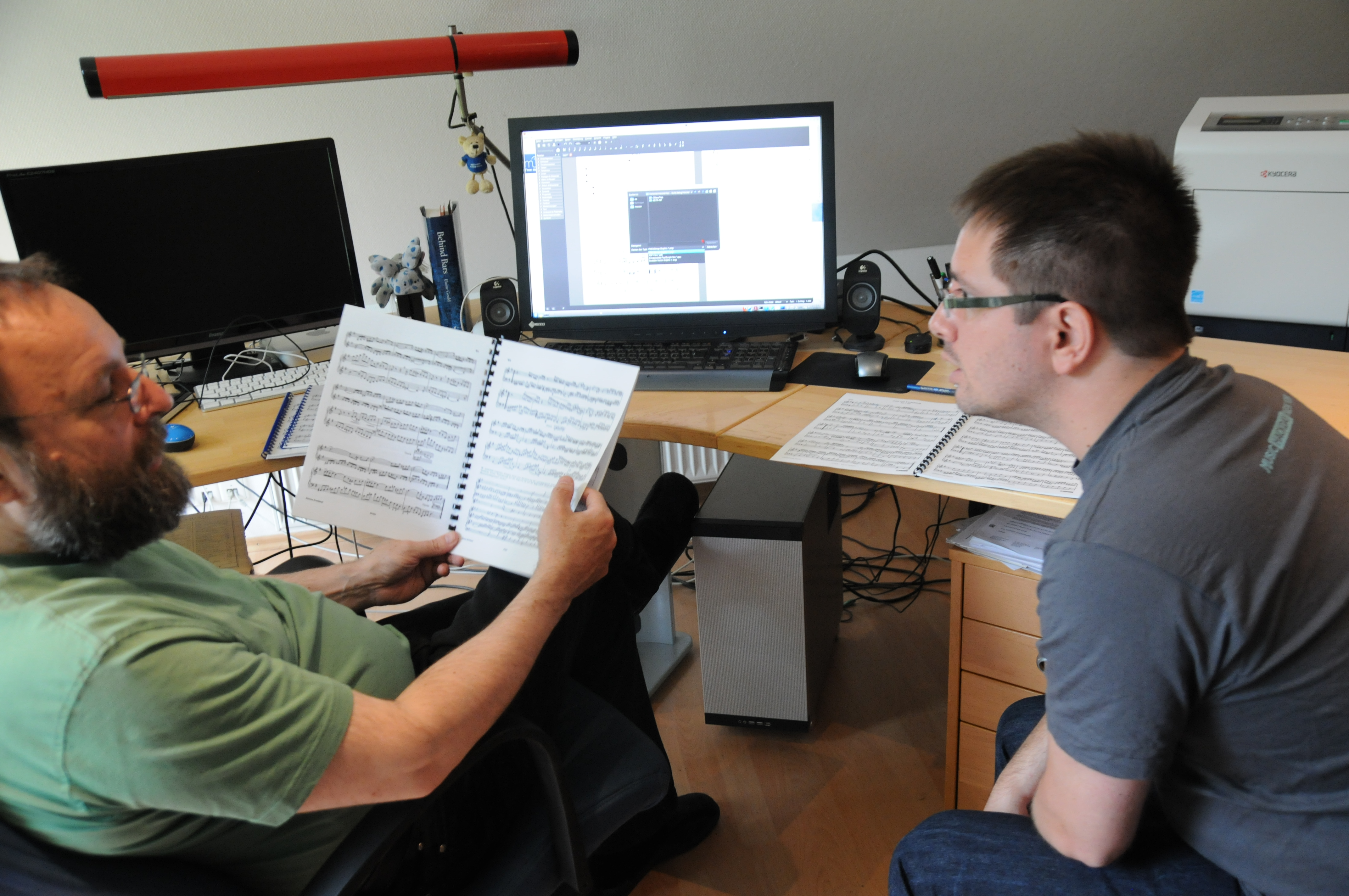
Вернер Швеєр і Ніколас Фромент працюють над MuseScore 2.0

До 2002 року MuseScore був вбудованим нотним редактором вільного MIDI-секвенсера MusE. Потім автор MusE, Вернер Швеєр, вирішив виокремити цей редактор у самостійний застосунок. MuseScore — це редактор з відкритим вихідним кодом і написаний переважно мовою C++, а графічний інтерфейс використовує крос-платформовий інструментарій Qt. Компанія MuseScore отримує доходи від свого комерційного сервісу обміну нотами.
У 2008 році запрацював вебсайт MuseScore.org. У серпні 2009 року вийшла версія 0.9.5. До жовтня 2009 року MuseScore завантажувалося понад 1 тис. разів на день. До четвертого кварталу 2010 року MuseScore завантажувалася 80 тис. разів на місяць.
Наприкінці 2013 року проєкт перемістився з SourceForge на GitHub, і відтоді статистика безперервних завантажень не оприлюднювалася, але в березні 2015 року в пресрелізі було зазначено, що MuseScore було завантажено понад 8 млн разів. Версія 2.0.3, за заявою від грудня 2016 року, була завантажена 1,9 млн разів.
У 2017 році компанію MuseScore придбала компанія Ultimate Guitar, яка додала штатних оплачуваних розробників до команди розробки MuseScore. В квітні 2021 року було оголошено про створення материнської компанії Muse Group для підтримки MuseScore, Ultimate Guitar, Audacity та придбаних нею ресурсів. З 2021 року по червень 2022 року компанія MuseScore перенесла свою штаб-квартиру на Кіпр разом із Muse Group.
Ініціативна програма Google Summer of Code заохочувала студентів до роботи над MuseScore в 2013, 2014, 2016 і 2021 роках.

## Можливості
MuseScore — це WYSIWYG-редактор з можливістю швидкого введення нот як з клавіатури комп'ютера, так із з зовнішньої MIDI-клавіатури. Підтримується імпорт і експорт даних у форматах MIDI і MusicXML, а також імпорт файлів у форматі застосунку Band-in-a-Box. Крім того, програма може експортувати партитури у файли PDF, SVG і PNG, або в документи LilyPond для подальшої точної доробки партитури. Musescore тестує та вдосконалює можливість внесення інформації в редактор з графічних файлів png, jpg та pdf-формату, обробка яких проводиться на офіційному сайті та завантажується на комп'ютер користувача у вигляді приблизних партитур.
У програмі реалізований альтернативний інтерфейс для редагування власних документів під назвою Інспектор. Він являє собою діалог з деревом документа, де можна змінювати ті чи інші значення введенням чисел, або вибором потрібних параметрів.
Реалізована система шаблонів, можливе збереження та завантаження стилів оформлення партитури. Є зручна ручна вставка розриву рядка і сторінки.
Для відтворення партитури використовується або синтезатор FluidSynth, що завантажує вбудований семпл у форматі SF2, або будь-який зовнішній синтезатор (через ALSA та/або JACK).
Інтерфейс програми перекладено біля 30-ма мовами, зокрема і частково українською.